# Bad König
Bad König är en tysk stad och kurort i distriktet Odenwaldkreis i förbundslandet Hessen. Staden ligger i bergstrakten Odenwald som huvudsakligen är täckt av skog. Utöver staden ingår sju mindre orter i kommunen.
Stadens namn syftar inte på det tyska ordet för kung (König). Namnet bildades istället från det ursprungliga romerska namnet Quinticha som omvandlades under medeltiden till Künnig och senare till König. Med det romerska namnet är orten förtecknad i urkunder från 820 och 822. Under medeltiden hade orten en ringmur och var säte för en domstol. 1747 tillföll området och orten adelsätten Erbach som byggde ett slott. Under 1800-talet hittades en termalkälla vid orten som gav upphov till dagens spaanläggningar. 1984 fick König tillåtelse att föra ordet "Bad" i namnet. Stadsrättigheter fick orten så sent som 1980.
Slottsbyggnaderna är bevarade. De tjänstgör sedan 1993 som rådhus, museum och konferenscentrum.

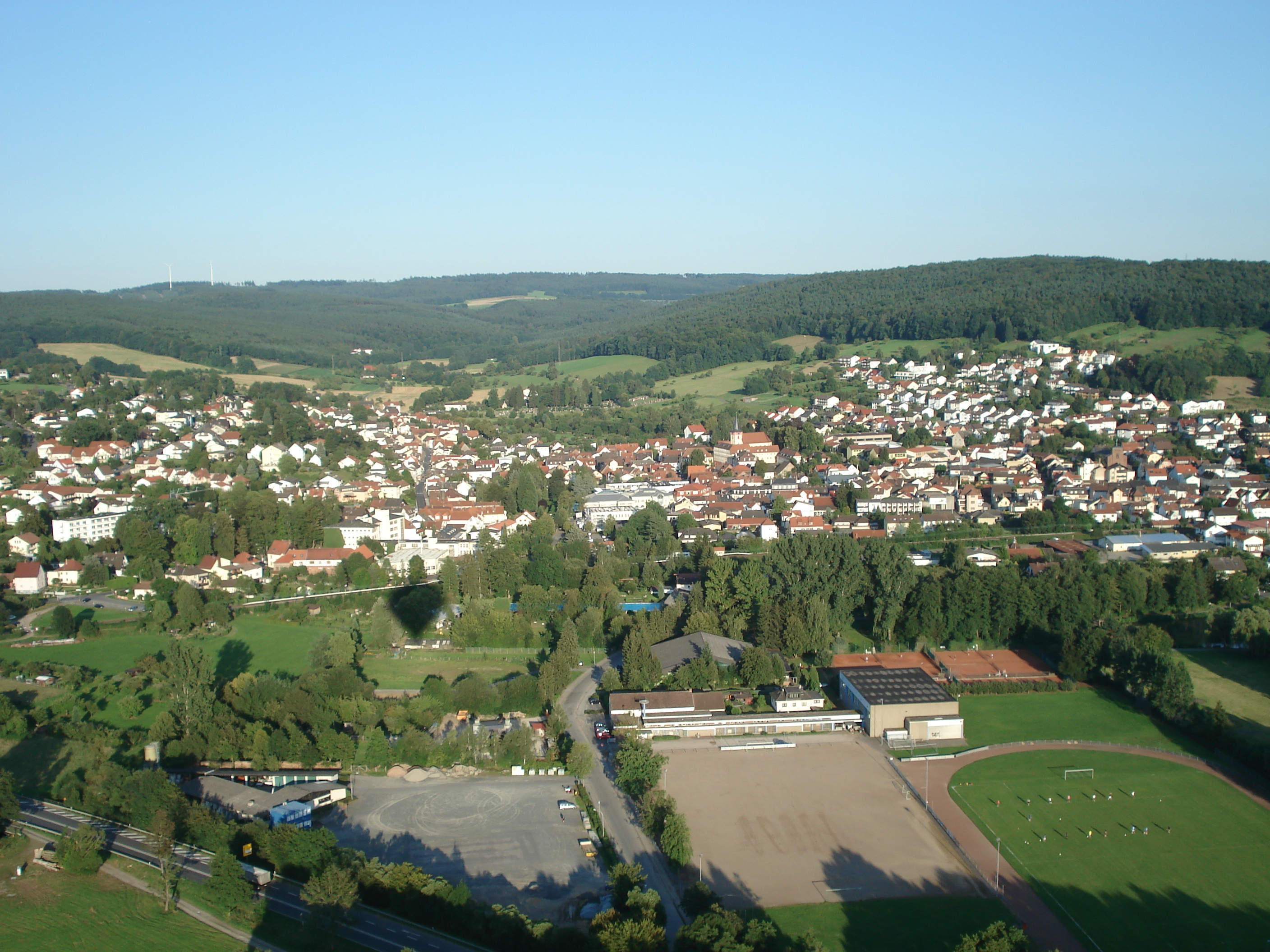
Vy över staden
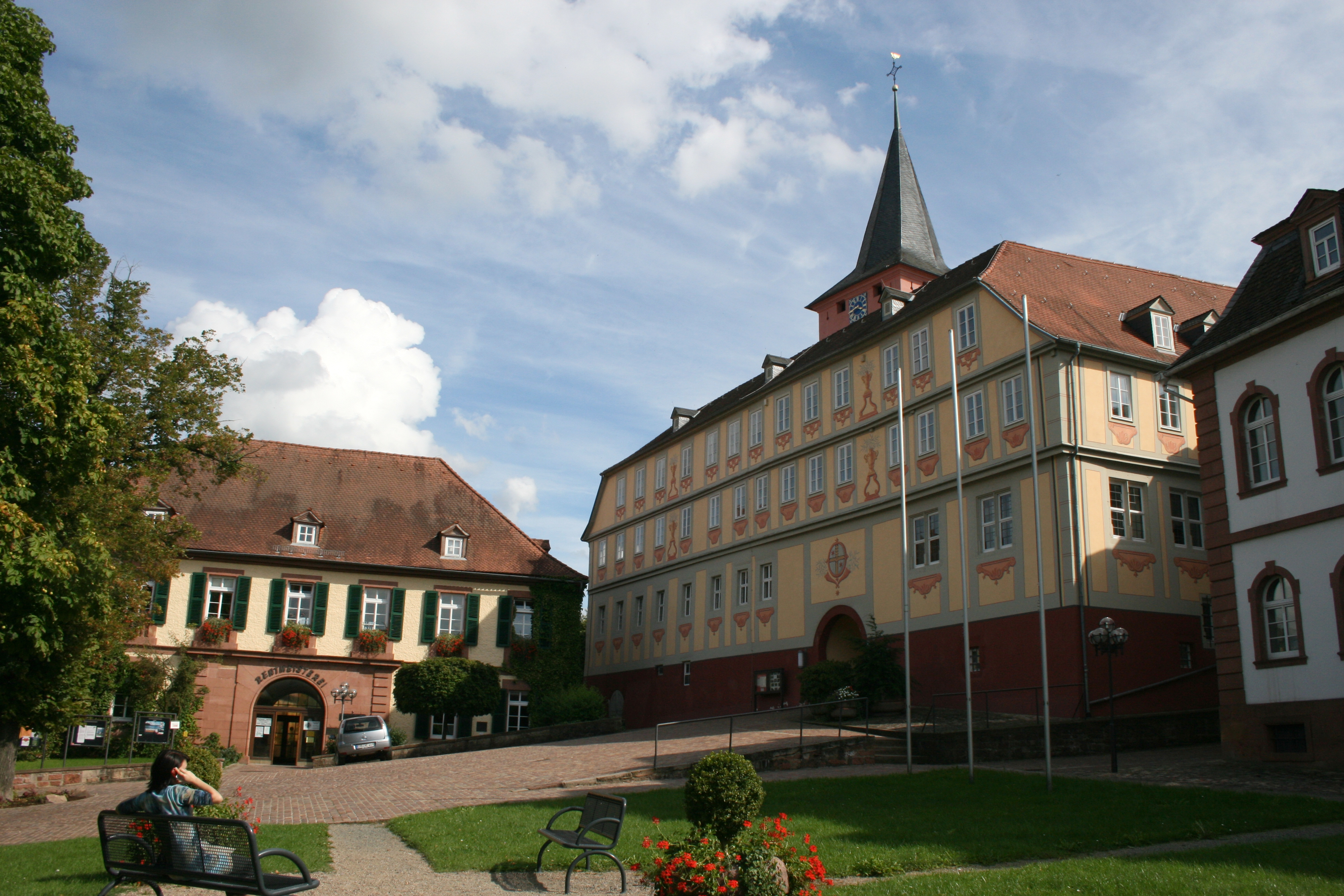
Altes Schloss
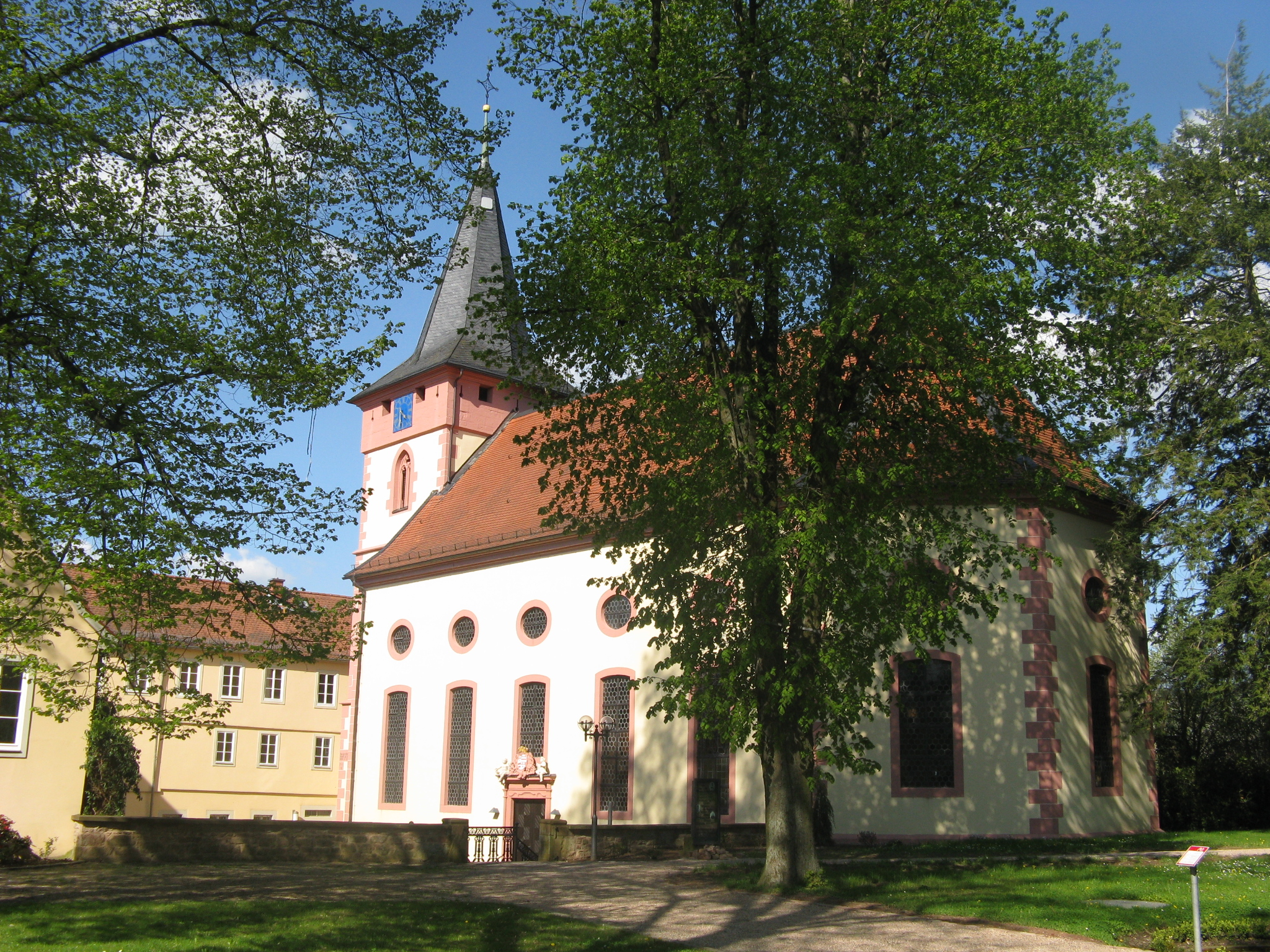
Kyrkan
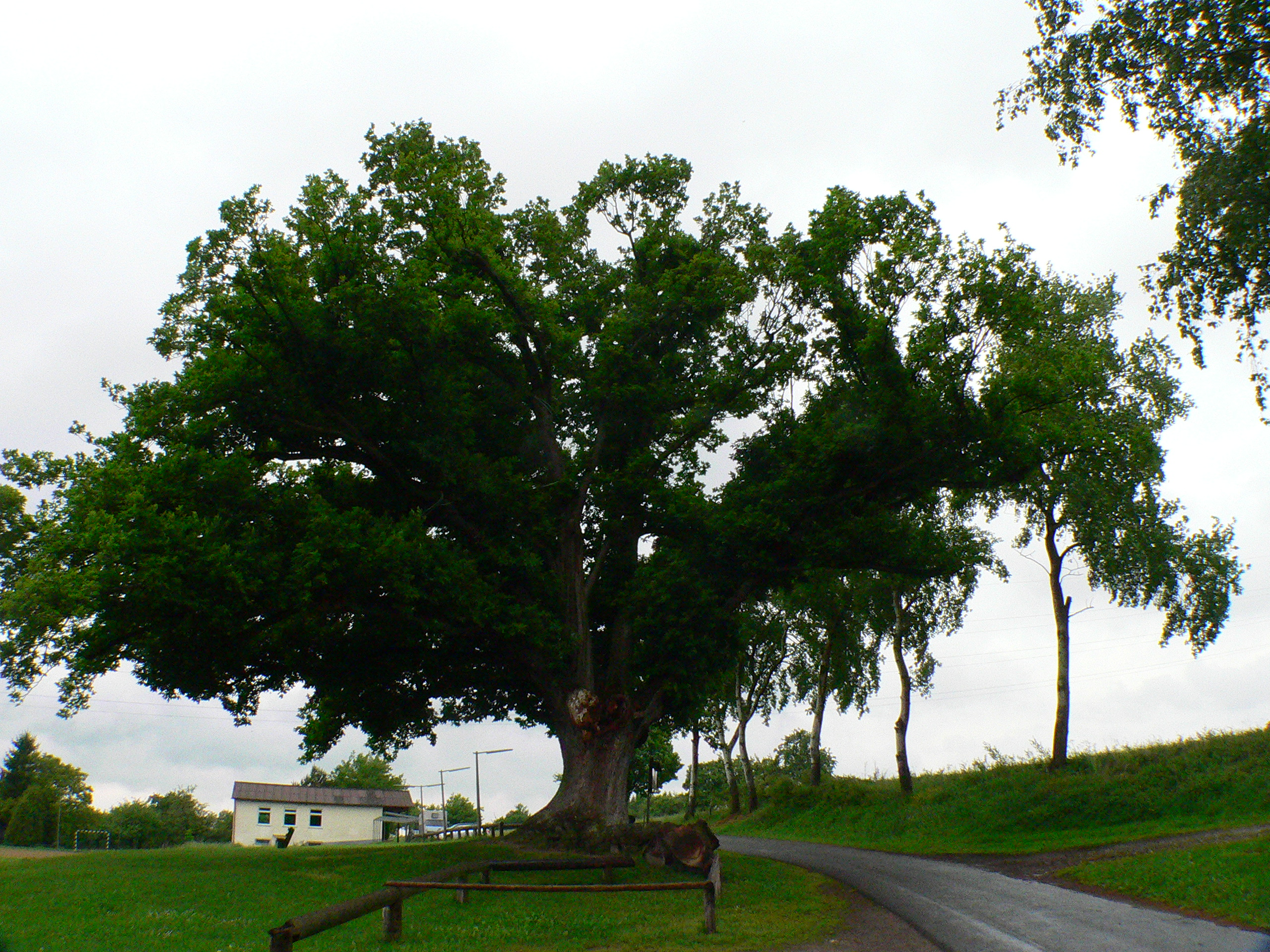
400 år gammal ek i orten Momart